# Radsuł
Radsuł – staropolskie imię męskie, złożone z dwóch członów: Rad- ("zadowolony, cieszący się") i -suł ("obiecywać" albo "lepszy, możniejszy"). Może oznaczać "ten, który obiecuje radość".